# Маунт Мэннинг (заповедник)
Маунт-Мэннинг — природный заповедник в районе Голдфилдс в Западной Австралии, в области, известной как  Северный Йилгарн.
Он занимает площадь примерно 1700 км2.
Горный хребет Мэннинг находится на территории заповедника.

## История
14 мая 2007 г. в бюллетене EPA № 1256 было предложено создать заповедник класса А. на этой территории.
В сентябре 2010 г. было принято решение о создании заповедника
Заповедник был включен в План управления заповедными заповедниками Северного Йилгарна Другими заповедниками являются заповедник Маунт-Эльвир, природный заповедник Дай Харди Рэндж (Die Hardy Range), Дималс/Маунт-Джексон/Виндаринг и заповедник Джуарди.